# Hendrika van Rumt
Hendrika van Rumt   (Amsterdam, 28 d'agost de 1897 - Amsterdam, 26 de maig de 1985) va ser una gimnasta artística neerlandesa que va competir durant la dècada de 1920.
El 1928 va prendre part en els Jocs Olímpics d'Amsterdam, on guanyà la medalla d'or en el concurs complet per equips del programa de gimnàstica.